# Stathmostelma gigantiflorum
Stathmostelma gigantiflorum är en oleanderväxtart som beskrevs av Karl Moritz Schumann. Stathmostelma gigantiflorum ingår i släktet Stathmostelma och familjen oleanderväxter. Inga underarter finns listade i Catalogue of Life.